# 奈良民主医療機関連合会
奈良民主医療機関連合会（ならみんしゅいりょうきかんれんごう）は、奈良県における全日本民主医療機関連合会(民医連)の地方組織である。
略称は奈良民医連。なお、奈良「県」民主医療機関連合会ではない。

## 概要
2020年6月現在、3病院・17診療所・2老人保健施設、1特別養護老人ホーム、7訪問看護ステーション・10保険薬局・3メディカルサービス法人他、ホームヘルプステーション、在宅介護支援センター、地域包括支援センター、デイサービスセンターなどで、常勤職員は、約1200人となっている。
事務局は奈良県橿原市八木町1-8-15 ヤマトー八木店4階に置く。

## 加盟法人
(この節の出典)
- 社会医療法人 平和会 - 奈良市西大寺赤田町1-7-1
  - 吉田病院 - 奈良市西大寺赤田町1-7-1
- 特定医療法人(財団)　岡谷会 - 奈良市西木辻町200
  - おかたに病院 - 奈良市南京終町1-25-1
- 社会医療法人　健生会 - 大和高田市日之出町12-8
  - 土庫病院 - 大和高田市日之出町12-3
- 社会福祉法人　秋篠茜会 - 奈良市西大寺赤田町1-7-1-2
- 一般社団法人奈良保健共同企画(薬局法人) - 大和高田市日之出町11-10
- 一般社団法人奈良ヘルスケアサービス(薬局法人) - 奈良市南京終町1-183-34
- 一般社団法人メディファーマ奈良(薬局法人) - 奈良市敷島町2-556-9
- 有限会社　ピー・エム・エス - 奈良市西大寺赤田町1-7-1
- 奈良医療事業協同組合 - 奈良市南京終町1-168-1